# Friedemann Stallmann
Friedemann „Fred“ Wilhelm Martin Stallmann (* 29. Juli 1921 in Königsberg; † 17. September 2014 in Knoxville (Tennessee)) war ein deutsch-US-amerikanischer angewandter Mathematiker.
Stallmann studierte an der TU Stuttgart Mathematik mit dem Diplom 1949 und wurde 1953 an der Universität Gießen bei Egon Ullrich promoviert (Konforme Abbildung von Kreisbogenpolygonen). 1953 bis 1955 war er dort Assistent und danach Dozent. 1959/60 war er Assistent an der TU Braunschweig  und  1960 ging er in die USA, wo er die Mathematik-Abteilung der Forschungsgruppe für Datenverarbeitung in medizinischer Elektronik der Veterans Administration in Washington D.C. leitete. Er war ab 1964 Associate Professor und ab 1969 Professor für Mathematik an der University of Tennessee in Knoxville.
Ab 1964 war er auch Berater am Oak Ridge National Laboratory.
Er befasste sich mit numerischer Analysis, Funktionentheorie, Anwendungen konformer Abbildungen und Differentialgleichungen sowie Computer-Analyse von Elektrokardiogrammen.

## Schriften
- mit Werner von Koppenfels: Praxis der Konformen Abbildung, Springer Verlag, Grundlehren der mathematischen Wissenschaften 100, 1959